# 拜伦角
28°37′58″S 153°38′20″E / 28.63278°S 153.63889°E

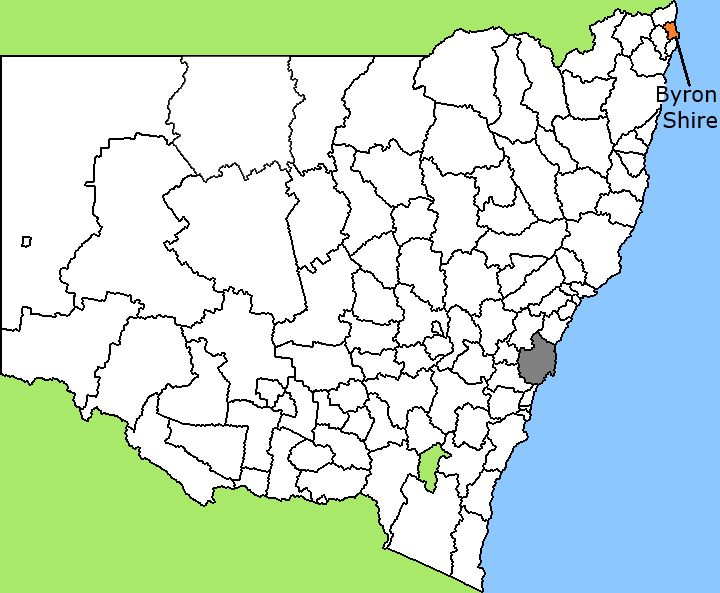
在纽省的位置

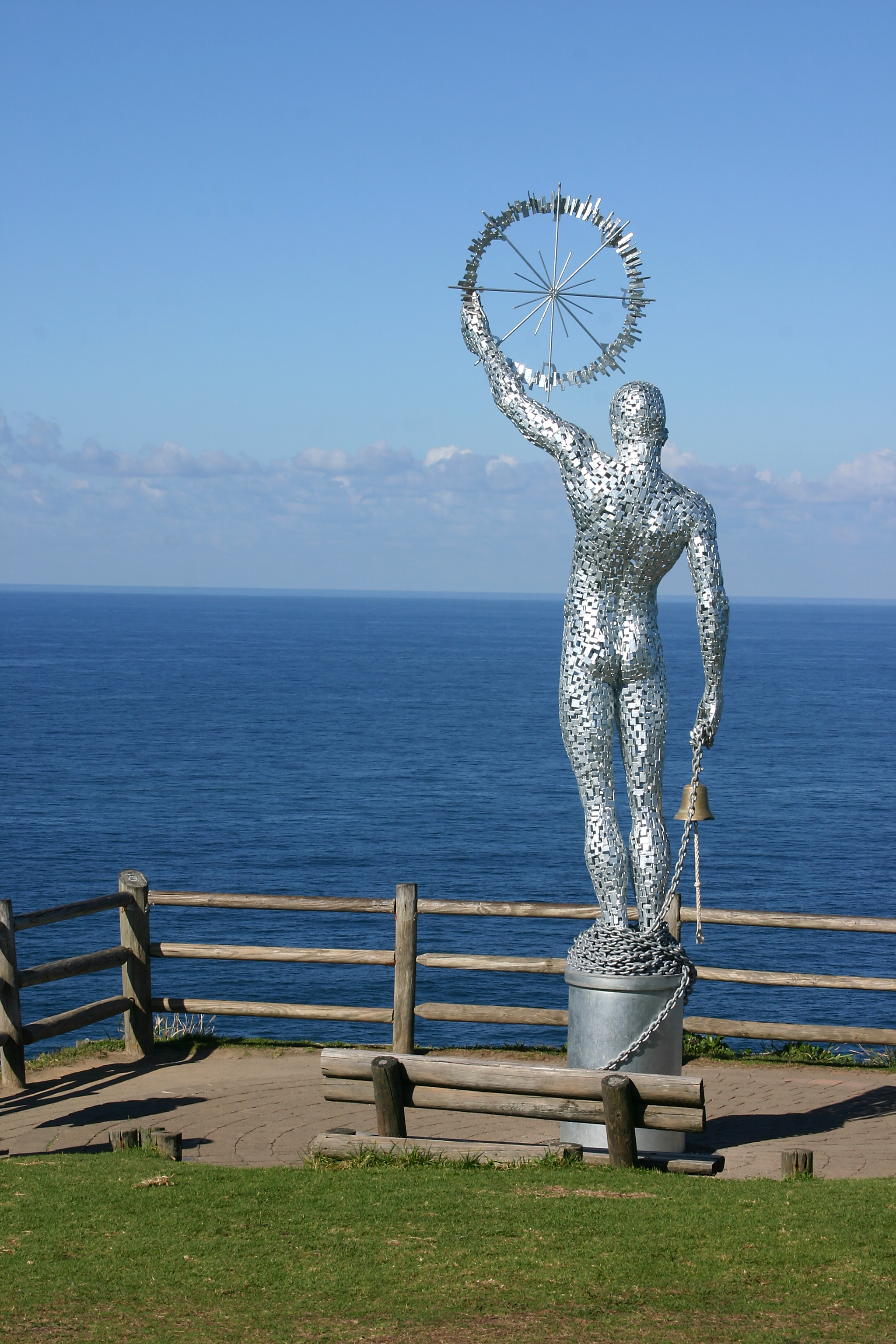

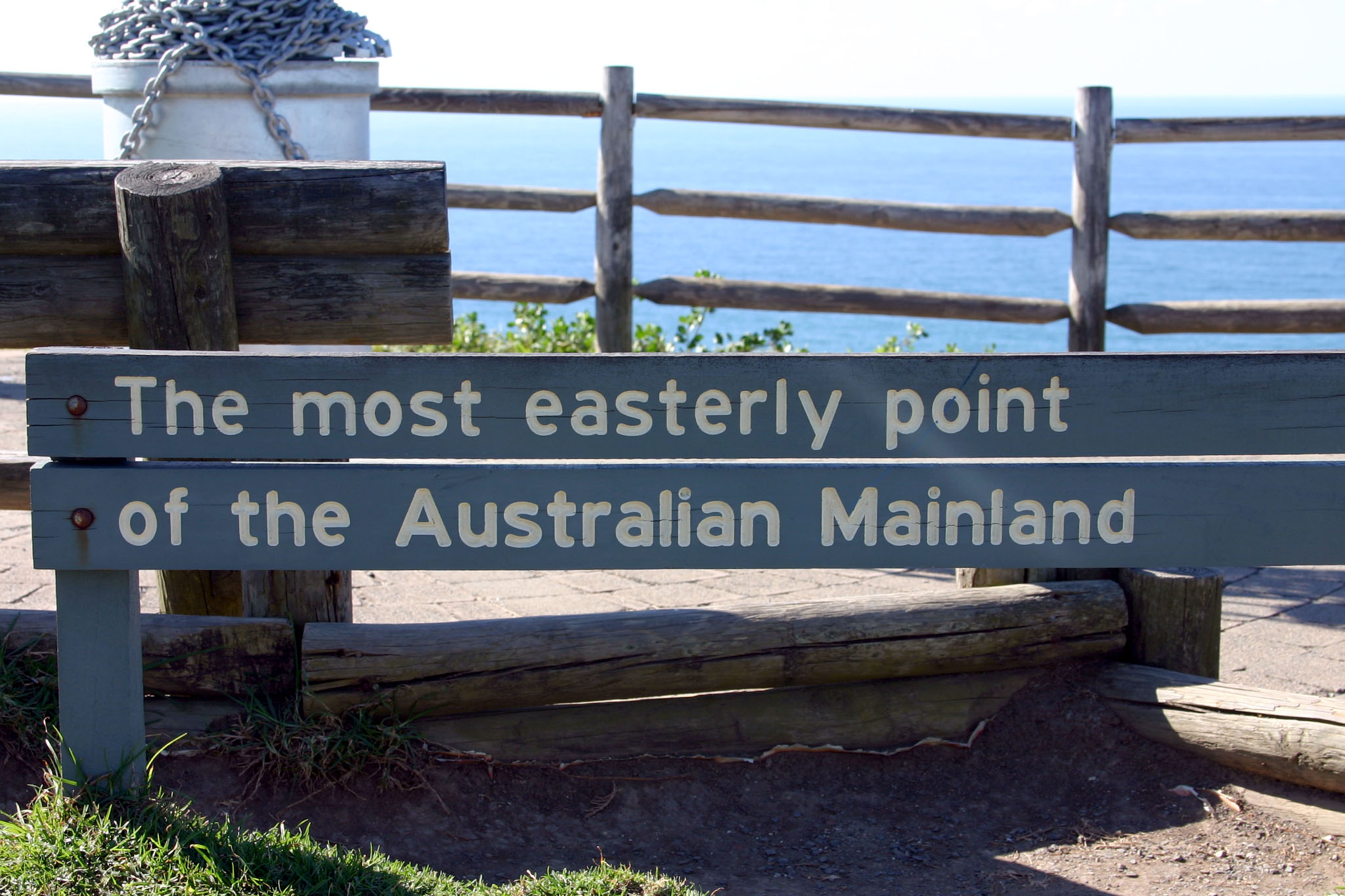

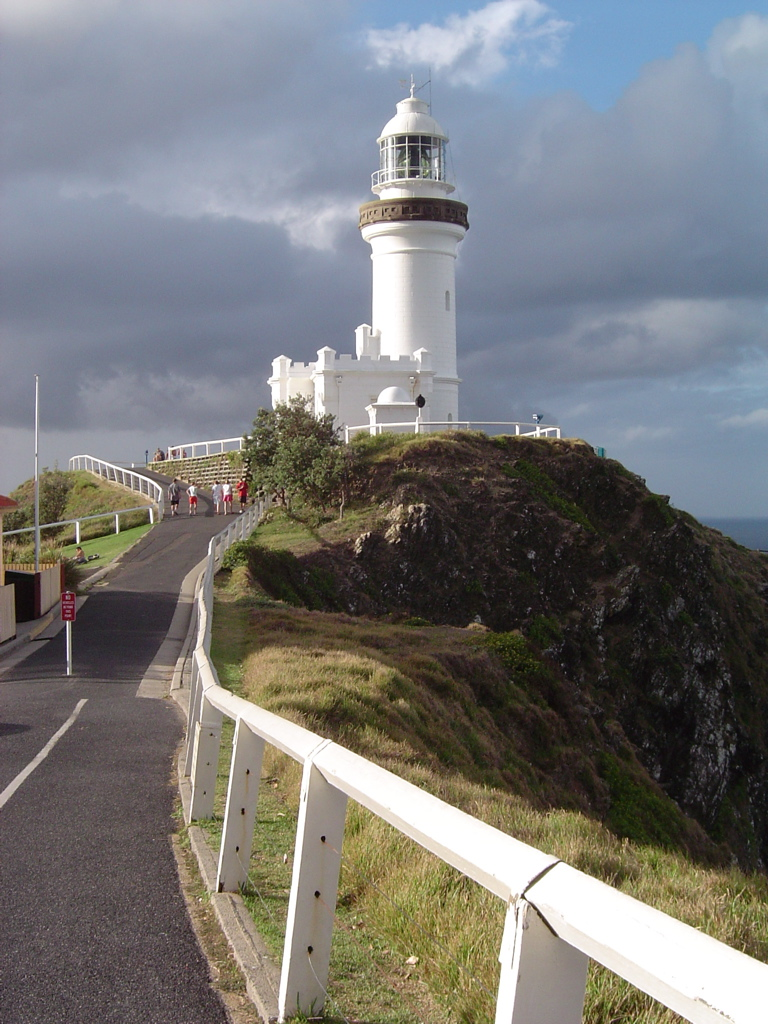
灯塔

拜伦角（Cape Byron）位于澳洲新南威尔士州拜伦湾城东北3公里，面朝太平洋，是澳洲大陆的最东端。它由1770年5月15日途径此处的英国探险家詹姆斯·库克命名，以纪念1764-1766年间乘皇家海豚号（HMS Dolphin）环绕全球航行的英国探险家约翰·拜伦。
1901年，在这里建成18米高的灯塔，成为此处的象征。除灯塔以外，这里也有一条步行小径与多个供观察座头鲸迁徙的瞭望台。2002年11月，面积2.2万公顷的拜伦角海洋公园成立。